# Amonijev cianat
Amonijev cianat je anorganska spojina s formulo {\displaystyle {\ce {[NH4]+[OCN]-}}}. Je brezbarvna trdna sol.

## Struktura in reakcije
Struktura te soli je bila preverjena z rentgensko kristalografijo. Ustrezni razdalji {\displaystyle {\ce {C-O}}} in {\displaystyle {\ce {C-N}}} sta 1,174(8) in 1,192(7) Å, v skladu z opisom {\displaystyle {\ce {O=C=N^-}}}. Amonijev kation tvori vodikove vezi s cianatnim anionom, vendar z dušikom ({\displaystyle {\ce {N}}}) in ne kisikom ({\displaystyle {\ce {O}}}).
Spojina je znana kot prekurzor v Wöhlerjevi sintezi sečnine iz anorganskih reaktantov. To je privedlo do zavrnitve teorije življenjske sile, ki jo je prej predlagal Berzelius.
{\displaystyle {\ce {{NH4+}+{OCN^{-}}->{(NH2)2CO}}}}